# Мала Весь (Новосондецький повіт)
Мала Весь (пол. Mała Wieś) — село в Польщі, у гміні Хелмець Новосондецького повіту Малопольського воєводства.